# Vodorazdelni
Vodorazdelni (del ruso: Водораздельный) es un posiólok del raión de Krylovskaya del krai de Krasnodar de Rusia. Está situado 17 km al nordeste de Krylovskaya y 178 km al nordeste de Krasnodar, la capital del krai. Tenía 121 habitantes en 2010
Pertenece al municipio Novosergiévskoye.